# Epicypta
Genre
Epicypta est un genre d'insectes diptères de la famille des Mycetophilidae.

## Classification
Le genre Allodia a été créé en 1863 par l'entomologiste allemand Johannes Winnertz (1800-1890),.

## Répartition
Ce genre a une répartition cosmopolite.

## Espèce fossile
Selon Paleobiology Database en 2023, une seule espèce fossile est référencée :
- †Epicypta nigritella Heer 1849

### Publication originale
- [Johannes Winnertz 1863] (de) Johannes Winnertz, « Beitrag zu einer monographie der pilzmücken », Verhandlungen der kaiserlich-königlichen zoologisch-botanischen Gesellschaft in Wien, Vienne, vol. 13,‎ 1863, p. 637-964 (ISSN 1025-4749, OCLC 10663946, DOI 10.5962/BHL.TITLE.9961, lire en ligne). .